# Mongolia en los Juegos Olímpicos de Pyeongchang 2018
Mongolia estuvo representada en los Juegos Olímpicos de Pyeongchang 2018 por dos deportistas, un hombre y una mujer, que compitieron en esquí de fondo.
El portador de la bandera en la ceremonia de apertura fue el esquiador de fondo Batmönjiin Achbadraj. El equipo olímpico mongol no obtuvo ninguna medalla en estos Juegos.